# Kvarnbergsvattnet
Der See Kvarnbergsvattnet liegt in der Gemeinde Strömsund im Jämtlands län in der schwedischen historischen Provinz Jämtland nordwestlich von Strömsund. Der auf einer Meereshöhe von 303 bis 313 m ö.h. gelegene, seit dem Jahr 1950 dauerhaft regulierte See ist 65,8 km² groß und hat eine größte Tiefe von 99 Metern. Der See ist der oberste der in Schweden gelegenen Seenkette von Ströms Vattudal und gehört damit zum Flusssystem des Ångermanälven. Einer der Zuflüsse des Sees ist der vom See Havdalsvatnet in Norwegen kommende Havdalselva. Der auf norwegischer Seite westlich gelegene, gut 100 km² große Tunnsjøen entwässert schon zum Europäischen Nordmeer.
Der rund 30 lange und 4 km breite See erstreckt sich von der Grenze zu Norwegen im Westen bis Gäddede im Osten. Unterhalb Gäddede schließt sich der See Hetögeln an, der in den See Fågelsjön übergeht. Durch Gäddede führt der schwedische Länsväg 342 zur norwegischen Grenze.